# Torsten Ziegner
Torsten Ziegner (* 9. November 1977 in Neuhaus am Rennweg) ist ein deutscher Fußballtrainer und ehemaliger Fußballspieler. Zuletzt arbeitete er als Trainer der 1. Mannschaft beim MSV Duisburg.

## Karriere als Spieler
Ziegner spielte bis 1991 bei der BSG Mikroelektronik Neuhaus. Nachdem er bereits seit 1991 dem FC Carl Zeiss Jena angehört hatte, bestritt er in der Saison 1995/96 sein erstes Zweitligaspiel für die Thüringer. In insgesamt drei Zweitliga-Spielzeiten kam er auf 20 Einsätze. Im Sommer 1998 wechselte er zum FSV Zwickau und anderthalb Jahre später zu den Stuttgarter Kickers. Bis zum Ende der Saison 2000/01 lief er 37-mal für die Kickers auf.
Anschließend ging er zurück nach Thüringen zum FC Rot-Weiß Erfurt. In zwei Jahren Regionalliga absolvierte er 69 Partien und erzielte neun Tore. 2003 wechselte er zum 1. FSV Mainz 05. Bei der Profimannschaft (2. Bundesliga) kam er jedoch nicht zum Einsatz. Stattdessen spielte er 30-mal für die Amateure in der Regionalliga Süd und erzielte dabei drei Tore.
2004 kehrte Ziegner schließlich zum FC Carl Zeiss Jena zurück. In der ersten Saison wurde er mit dem Verein Meister der Oberliga Nordost (Staffel Süd) und stieg in die Regionalliga auf. In der Saison 2005/06 gehörte er zu den Leistungsträgern des Teams und hatte Anteil am Durchmarsch in die 2. Bundesliga. In der Saison 2006/07 warf ihn in der Hinrunde ein Schienbeinbruch zurück. Am 2. März 2007 gab er im Auswärtsspiel gegen die SpVgg Unterhaching sein Comeback.
Nach dem Abstieg 2008 blieb er bei den Thüringern und ging mit in die neugegründete 3. Liga. Für negative Schlagzeilen sorgte Ziegner, als er im Auswärtsspiel der Jenaer bei Eintracht Braunschweig seinen Gegenspieler Kingsley Onuegbu nach einer groben Unsportlichkeit des Braunschweigers als „Schwarze Sau“ bezeichnete. Ziegner entschuldigte sich nach dem Spiel bei Onuegbu und wurde vom DFB für fünf Spiele gesperrt.
Im Mai 2009 verlängerte Ziegner seinen Vertrag beim FC Carl Zeiss bis 2011. Am 3. Mai 2011 wurde Ziegner suspendiert und er verließ mit Ablauf seines Vertrages die Jenaer Drittliga-Mannschaft. Er entschied sich Ende Juni 2011, seine sportliche Karriere fortzusetzen und wechselte zum FSV Zwickau. Ziegner beendete seine Karriere zum 30. Juni 2012.

## Karriere als Trainer
Ziegner war ab dem 1. Juli 2012 Cheftrainer des FSV Zwickau. Nach den Relegationsbegegnungen gegen den Vertreter der Regionalliga Südwest, die SV Elversberg, stieg er mit dem Verein zur Saison 2016/17 in die 3. Liga auf. Er absolvierte die Fußballlehrerausbildung an der Hennes-Weisweiler-Akademie und erhielt am 20. März 2017 die UEFA Pro Lizenz. Am 27. Februar 2018 kündigte der FSV an, sich zum Ende der Drittligasaison 2017/18 von Ziegner zu trennen; er wurde bereits am 25. April 2018 von seiner Tätigkeit freigestellt.
Zu Beginn der folgenden Saison übernahm er den Halleschen FC, der unter ihm die Spielzeit als Vierter abschloss und lang um den Zweitligaaufstieg mitspielte. Im November 2019 wurde Ziegners Vertrag bis zum Ende der Saison 2020/21 verlängert. Im Aufstiegsfall hätte sich das Arbeitspapier jeweils automatisch um ein weiteres Jahr verlängert. Im Anschluss an den 25. Spieltag der Saison 2019/20 wurde Ziegner in Halle freigestellt. Die Mannschaft hatte sieben der letzten acht Ligaspiele verloren (unter anderem mit 1:6 gegen den FC Bayern München II und 3:5 gegen die SpVgg Unterhaching) und war aus der Aufstiegszone bis auf den 13. Platz abgesunken.
Zur Saison 2021/22 übernahm er die Würzburger Kickers, die zuvor in die 3. Liga abgestiegen waren. Nach einem Sieg, 4 Unentschieden und 6 Niederlagen aus den ersten 11 Spielen trennte sich der Verein Anfang Oktober 2021 auf dem vorletzten Platz stehend wieder von ihm.
Anfang Mai 2022 verpflichtete ihn der in Abstiegsgefahr geratene Drittligist MSV Duisburg zwei Spieltage vor dem Saisonende als Nachfolger des freigestellten Hagen Schmidt. In seinem ersten Spiel wurde durch einen Sieg der Klassenerhalt erreicht. Nach sechs Spieltagen der Saison 2023/24 standen die Duisburger sieglos auf dem letzten Platz. Am 16. September 2023 wurde Ziegner daher vom Verein freigestellt.

## Erfolge
- Aufstieg in die 3. Liga 2016 mit dem FSV Zwickau